# Gödrösi Explóziós-barlang
A Gödrösi Explóziós-barlang gőzrobbanással kialakult barlang, amely a Tihanyi-félszigeten, a Balaton-felvidéki Nemzeti Park területén található.

## Leírás
A barlang a Gödrös-tető DNy-i oldalában, 147 m tengerszint feletti magasságban, Gáspár Imre Tihany-Gödrös, Jegenye sor 2. számmal jelzett nyaralójának telkén nyílik. A kaputól kissé jobbra eső épület jobb oldalánál, hátul, az egykori bányafalban van a barlangbejárat.
A feltöltött telket ÉNy-ról 3,5 m-re kiemelkedő, nagyjából függőleges bányafal határolja. E falból néz DNy felé a barlang 1,5 m széles, 3 m magas bejárata. A barlang jelenleg feltárt állapotában jól látszik az a rés, mely mentén a forró víz és gőz szétfeszítette a bazalttufitban levő kürtőt. A bejárattal szemközt és a mennyezet jobb oldalán pedig omladékkal kitöltve folytatódik a rés a felszín felé. Reális lehetőség mutatkozik arra, hogy lefelé tágítva teljesen ki lehet bontani az explóziós kürtőt, előre bontva pedig a barlang felett lévő platón, a bejárattól kb. 10 m-re látható, üreges beszakadásig el lehet jutni. A barlang vízszintes kiterjedése 6,8 m, hossza 15,8 m. A legalsó és legfelső pontja közti szintkülönbség 6,5 m. Térfogata kb. 18 m³.
A barlang 1985-ben eltávolított kitöltése három rétegből tevődött össze. A legfelső 1 m³-nyi anyag többségében fahulladék, kisebb részben építési törmelék az 1977–1985 közti évekből. Az ez alatti, kb. 2 m³-nyi anyag kisebb része építési törmelék, nagyobb része szándékos rongálásból, ásványgyűjtők által hagyott meddőből állt és klimatikus mállásból származó törmelék az 1930–1976 közti évekből. A legalsó 3 m³-nyi anyag szögletes törésű tufitból álló törmelék, mellyel a balesetveszélyesnek látszó üreget a feltárás után a kőbányászok igyekeztek betömni még az 1930-as évek előtt.
1987-ben volt először Gödrösi Explóziós-barlangnak nevezve a barlang az irodalmában. Előfordul a barlang az irodalmában Explóziós-barlang (Eszterhás 1983), Gödrös Explosion Cave (Takácsné, Eszterhás, Juhász, Kraus 1989), Gödrösi-explóziós-barlang (Eszterhás 1983), Gödrösi-Explóziós-barlang (Eszterhás 1983), Kiss-féle bánya 1. sz. diatrémaürege (Eszterhás 1987), Kiss-féle bánya 1. sz. explóziós catornája (Eszterhás 1984), Tihanyi Gödrös explóziós csatornái (Eszterhás 1987), Tihanyi „Gödrös” explóziós csatornái (Bertalan 1976), tihanyi „Gödrös” explóziós csatornái (Kordos 1984) és Tihanyi Gödrös Explóziós csatornája (Eszterhás 1984) neveken is.

## Kialakulás
A barlangot körülvevő kőzet, attól távolabb vörösesbarna lapillibreccsából, kisebb bazaltbombákból álló, kissé D-re dőlő, nyugodt településű bazalttufit. Közvetlenül a barlangnál szürke hamu-lapillitufitból mésszel összecementálódott breccsa, melynek dőlése megállapíthatatlan, de anyaga szerint abba a diatréma-tölcsérbe tartozik, melynek centruma a barlangtól kb. 15 m-re D-re jól látható a bányafalban. A barlang a diatrématölcsérben történt explóziós gőzrobbanás útján keletkezett. A gőzrobbanásos üregek a tufában általában hamar összedőlnek, de ez esetben nem tufáról, hanem tufitról van szó. Mégpedig olyan tufit képződményről, amely nemcsak gőz, hanem vele együtt forró meszes oldatok hatására ömlött szét a diatrématölcsérből a tófenéken. E meszes oldatok akadályozták meg a gőzrobbanás alkotta üreg összedőlését, egyrészt úgy, hogy cementálták a robbanás helyét körülfogó repedésrendszert, másrészt úgy, hogy kitöltötték a robbanással keletkezett üreget. A későbbi lassú lehűlés hatására az üreget kitöltő oldatból kivált a mész, a kondenzációs magokon 1–2 mm-es, gömbhéjas szerkezetű pizolitokat alkotva, majd ezek sokasága a falakat kérgezte be fodros, csipkés alakzatokat képezve.
Az elfelejtett barlang jelentősége egyedülálló, hiszen a pliocén idején bazalttufitban gőzrobbanással keletkezett és különös pizolitokkal bekérgezett barlang hazánkban csak ez az egy van. Jelenlegi helyzete, védelme nem megnyugtató és nagyon omlásveszélyessé vált. Teljes feltárására, majd állagvédő kiépítésére feltétlenül szükség van. Minél előbb, amíg végképp tönkre nem megy, el kell érni, hogy a barlang jelentőségének megfelelő kezelésben és védelemben részesüljön.

## Kutatástörténet

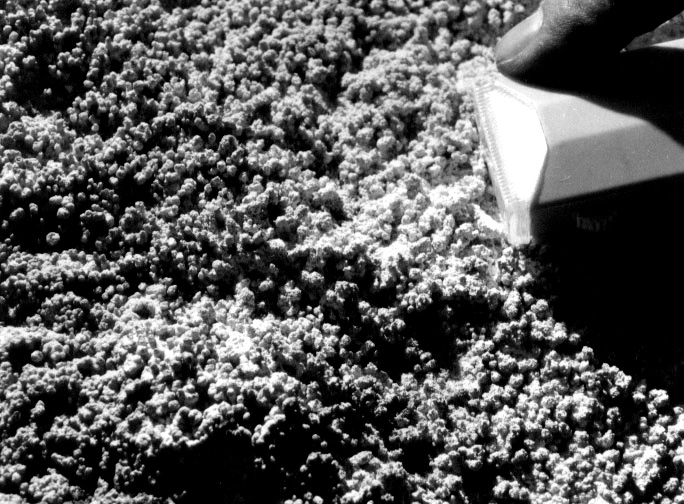
Forróvízi pizolitok a barlangban

A barlangot az 1920-as évek végén, vagy az 1930-as évek elején tárta fel a bányaművelés. Hoffer András 1943-ban megjelent publikációja szerint 1931-ben a Gödrös-tető DNy-i oldalában, kb. 120 m hosszan több, kisebb-nagyobb bazalttufabánya volt. Az É-i részen működött Kiss Lajos bányája, amely két barlangot tárt fel, közülük a nagyobbik a Gödrösi Explóziós-barlang. Egyebek közt a barlangról azt írta, hogy nyílása 3,5 m magas, 1,5 m széles és néhány m-ig lehet belelátni. Szögletes, tuskós falán és nyílása körül is dús kalcitbevonat van.
Az 1976-ban befejezett, Magyarország barlangleltára című kéziratban az olvasható, hogy Tihanyban, az Óvár magassági ponttól kb. 600 m-re Ny-ra, 150 m tengerszint feletti magasságban, a Gödrös Ny-i peremén lévő kőfejtőből nyílik bejárata. A vulkáni explóziós tölcsér néhány m mély. A kézirat barlangra vonatkozó része 1 tanulmány alapján lett írva.
Egyébként teljesen feledésbe merült, annyira, hogy a községi tanács a barlangot rejtő bánya területét magánszemélynek üdülőtelekként eladta és arra építési engedélyt adott. Így történhetett meg, hogy az egykori Kiss-féle bányaudvar részben feltöltésre került és rajta pihenőparkot alakítottak ki, valamint a bányafalhoz támaszkodó nyaralóházat építettek közvetlenül a barlang mellett. 1983-ban Füsi Lajos segítségével Eszterhás István azonosította és mérte fel a barlangot.
Az Alba Regia Barlangkutató Csoport 1983. évi évkönyvében az van írva, hogy a Gödrösi Explóziós-barlang 4,5 m hosszú és 14 m³ térfogatú. A kéziratban lévő egyik térképen látható a barlang földrajzi elhelyezkedése. Az évkönyvbe bekerült egy fénykép, amelyen a barlang bejárata figyelhető meg. A barlang bazalttufában képződött és régi kőbánya tárta fel. Explóziós vulkáni tevékenység eredménye. A felismerhető diatréma közelében található, gázrobbanással kialakult üreg, amelyet nem töltött ki utólag a bazalttufa, hanem nagy mésztartalmú vizek öblítették át és kérgezték be mésszel. Az 1983. évi MKBT Beszámolóban meg vannak ismételve az évkönyvben leírtak.
Az 1984-ben megjelent és Eszterhás István által írt, Lista a Bakony barlangjairól című összeállításban Gödrösi-explóziós-barlang a 4463-as barlangkataszteri területen, a Tihanyi-félszigeten, Tihanyban lévő barlang neve, amelynek további nevei Kiss-féle bánya 1. sz. explóziós catornája és Tihanyi Gödrös Explóziós csatornája. 5×2 m-es, 2 m magas és vulkanikus barlang. Kordos László 1984-ben kiadott könyvének országos barlanglistájában meg lett említve a barlang tihanyi „Gödrös” explóziós csatornái összefoglaló néven. A listához kapcsolódóan látható a Déli-Bakony, a Balaton-felvidék és a Keszthelyi-hegység barlangjainak földrajzi elhelyezkedését bemutató 1:500 000-es méretarányú térképen a barlang földrajzi elhelyezkedése.
1985-ben az OKTH megbízásából az Alba Regia Barlangkutató Csoport néhány tagja eltávolított a barlangból kb. 6 m³ törmeléket, ezáltal megismerve a korábban rejtett részeket és kor, valamint minőség, származás szerint meghatározta a barlang kitöltését. Az 1988. évi Karszt és Barlangban az olvasható, hogy a bazalttufitban gőzrobbanással keletkezett, 15,8 m hosszú és 6,5 m mély barlang részletesen tanulmányozva van. Az 1989. évi Karszt és Barlang különszámában le van írva a barlang angolul. A Tihanyi-félszigeten fekvő, 16 m hosszú barlang (Gödrös Explosion Cave) gőz- és gázrobbanás miatt jött létre.
Az Eszterhás István által 1989-ben írt, Magyarország nemkarsztos barlangjainak listája című kéziratban az olvasható, hogy a Bakony hegységben, a 4463-as barlangkataszteri területen, Tihanyban lévő Gödrösi Explóziós-barlang bazalttufitban alakult ki. A barlang 15,8 m hosszú és 6,5 m mély. A listában meg van említve az a Magyarországon, nem karsztkőzetben kialakult, létrehozott 220 objektum (203 barlang és 17 mesterséges üreg), amelyek 1989. év végéig váltak ismertté. Magyarországon 6 barlang keletkezett bazalttufitban. Az összeállítás szerint Kordos László 1984-ben kiadott barlanglistájában fel van sorolva 119 olyan barlang is, amelyek nem karsztkőzetben jöttek létre.
Az 1991. évi Borsodi Műszaki-Gazdasági Életben publikált tanulmányban a gőzrobbanásos barlangok egyik magyarországi példájaként meg van említve a barlang. A vulkánszpeleológiai kollektíva 1992. évi évkönyvébe bekerült az 1991. évi tanulmány német nyelvű változata. Az Eszterhás István által 1993-ban írt, Magyarország nemkarsztos barlangjainak lajstroma című kéziratban meg van említve, hogy a Bakony hegységben, a 4463-as barlangkataszteri területen, Tihanyban helyezkedik el a Gödrösi Explóziós-barlang. A bazalttufitban keletkezett barlang 15,8 m hosszú és 6,5 m mély. Az összeállításban fel van sorolva az a Magyarországon, nem karsztkőzetben kialakult, létrehozott 520 objektum (478 barlang és 42 mesterséges üreg), amelyek 1993 végéig ismertté váltak. Magyarországon 13 barlang, illetve mesterségesen létrehozott, barlangnak nevezett üreg alakult ki, lett kialakítva bazalttufitban. A Bakony hegységben 123 barlang jött létre nem karsztkőzetben.
Az 1994-ben megjelent, Lychnis. Szemelvények a vulkáni kőzetekben keletkezett barlangok kutatásáról című kiadvány szerint a Magyarországon lévő olyan barlangok között, amelyek vulkanikus kőzetben jöttek létre, az 1994. nyári állapot alapján a 28. leghosszabb a Gödrösi Explóziós-barlang (Tihany). A barlang bazalttufitban alakult ki, 16 m hosszú és 7 m mély. Magyarországon 489, a Bakony hegységben pedig 123 barlang található nem karsztkőzetben. Magyarországon 13 barlang alakult ki bazalttufitban. 2001-ben a Magyar Karszt- és Barlangkutató Társulat Vulkánszpeleológiai Kollektívája kutatta a barlangot. A 2001. november 12-én készült, Magyarország nemkarsztos barlangjainak irodalomjegyzéke című kézirat barlangnévmutatójában szerepel a Gödrösi Explóziós-barlang. A barlangnévmutatóban fel van sorolva 28 irodalmi mű, amelyek foglalkoznak a barlanggal. A 440. tétel nem említi, a 438. tétel említi.

## További irodalom
- Eszterhás István: A Bakony barlangleltára. Kézirat, 1982. (A kézirat megtalálható a Magyar Karszt- és Barlangkutató Társulat Adattárában és a KvVM Barlang- és Földtani Osztályon.)
- Eszterhás István: Jelentés a Tihanyi-félsziget szpeleográfiai terepbejárásáról. Kézirat, 1983. (A kézirat megtalálható a Magyar Karszt- és Barlangkutató Társulat Adattárában.)
- Eszterhás István: A Tihanyi-félsziget barlangkatasztere. Kézirat. Isztimér, 1984. (A kézirat megtalálható a Magyar Karszt- és Barlangkutató Társulat Adattárában és a KvVM Barlang- és Földtani Osztályon.) (Néhány oldallal és fényképpel bővebb, mint az 1987-es nyomtatott változat. A kéziratot csak barlangonként szétdarabolva láttam.)
- Eszterhás István: A Bakony nemkarsztos barlangjainak genotipusai és kataszteri jegyzéke. Kézirat. Budapest, 1986. Szerződéses munka az Országos Környezet- és Természetvédelmi Hivatalnak.
- Eszterhás István: A Bakony bazaltbarlangjai. Föld és Ég, 1987. (22. évf.) 12. sz. 360–364. old.
- Eszterhás István: Vulkánszpeleológia. A Magyar Karszt- és Barlangkutató Társulat tanfolyami jegyzete. Budapest, 1994. 49 old.